# 대구향토역사관
대구향토역사관은 대구광역시 중구에 있는 박물관이다.